# Izeste
Izeste település Franciaországban, Pyrénées-Atlantiques megyében. Lakosainak száma 441 fő (2022. január 1.). Izeste Bielle, Arudy, Bilhères és Louvie-Juzon községekkel határos.

## Népesség
A település népességének változása:
| Lakosok száma | 448  | 430  | 434  | 425  | 428  | 432  | 435  | 438  | 441  |
|               | 2013 | 2015 | 2016 | 2017 | 2018 | 2019 | 2020 | 2021 | 2022 |